# Lijst van voetbalinterlands Italië - Servië en Montenegro
Deze lijst van voetbalinterlands is een overzicht van alle officièle voetbalwedstrijden tussen de nationale teams van Italië en Servië en Montenegro. De landen speelden in totaal twee keer tegen elkaar. De eerste ontmoeting, een kwalificatiewedstrijd voor het Europees kampioenschap voetbal 2004, werd gespeeld in Belgrado op 10 september 2003. Het laatste duel, een vriendschappelijke wedstrijd, vond plaats op 8 juni 2005 in Toronto (Canada).

## Wedstrijden
| № | Plaats   | Datum             | Competitie           | Wedstrijd                     | Uitslag |
| - | -------- | ----------------- | -------------------- | ----------------------------- | ------- |
| 1 | Belgrado | 10 september 2003 | EK 2004 kwalificatie | Servië en Montenegro – Italië | 1 – 1   |
| 2 | Toronto  | 8 juni 2005       | Vriendschappelijk    | Italië – Servië en Montenegro | 1 – 1   |

## Samenvatting
| Competitie        | Totaal gespeeld | Winst Italië | Gelijk | Winst Servië en M. | Doelsaldo Italië – Servië en M. |
| ----------------- | --------------- | ------------ | ------ | ------------------ | ------------------------------- |
| EK-kwalificatie   | 1               | 0            | 1      | 0                  | 1 − 1                           |
| Vriendschappelijk | 1               | 0            | 1      | 0                  | 1 − 1                           |
| Totaal            | 2               | 0            | 2      | 0                  | 2 − 2                           |

## Details

### Eerste ontmoeting
| EK 2004 kwalificatie (Belgrado, Servië en Montenegro, 10 september 2003): |              | |
| Servië en Montenegro | 1 – 1        | Italië |
| Saša Ilić 82' | goals        | 22' Filippo Inzaghi |
| Ilija Petković | bondscoach   | Giovanni Trapattoni |
| Dragoslav Jevrić Milivoje Ćirković Ivica Dragutinović 70' Dragan Mladenović Dejan Stefanović Goran Gavrančić Saša Ilić Predrag Đorđević Mladen Krstajić Savo Milošević Mateja Kežman 59' | opstellingen | Gianluigi Buffon Christian Panucci Alessandro Nesta Fabio Cannavaro Gianluca Zambrotta 51' Mauro Camoranesi Alessio Tacchinardi Simone Perrotta Alessandro Del Piero 79' Christian Vieri 63' Filippo Inzaghi |
| Danijel Ljuboja 59' Branko Bošković 70' | wissels      | 51' Gennaro Gattuso 63' Stefano Fiore 79' Bernardo Corradi |
| Dragan Mladenović 54' Dejan Stefanović 64' Mladen Krstajić 72' | gele kaarten | 38' Gianluca Zambrotta 78' Christian Panucci 83' Alessandro Del Piero |

### Tweede ontmoeting
| Vriendschappelijk (Toronto, Canada, 8 juni 2005): |              | |
| Italië | 1 – 1        | Servië en Montenegro |
| Cristiano Lucarelli 83' | goals        | 25' Nikola Žigić |
| Marcello Lippi | bondscoach   | Ilija Petković |
| Angelo Peruzzi Massimo Oddo 46' Cristian Zaccardo Andrea Barzagli Giorgio Chiellini 65' Manuele Blasi Simone Barone Stefano Mauri 46' Mauro Esposito 36' Vincenzo Iaquinta 68' Luca Toni 46' | opstellingen | Oliver Kovačević 81' Nenad Đorđević Milan Dudić 77' Marko Baša Nemanja Rnić Miloš Marić Nenad Brnović 57' Dragan Mladenović Simon Vukčević Nikola Žigić 81' Mirko Vučinić |
| Giandomenico Mesto 36' Cristiano Lucarelli 46' Carmine Coppola 46' Fabio Grosso 46' Franco Brienza 65' David Di Michele 68' | wissels      | 57' Nikola Trajković 77' Branislav Ivanović 81' Nenad Jestrović 81' Ognjen Koroman                                                                                        |
| Stefano Mauri 29' | gele kaarten | |
| Manuele Blasi 13', 31' | rode kaarten | |
| - Debuut van Cristiano Lucarelli (AS Livorno), Carmine Coppola (Messina), Franco Brienza (US Palermo) en Giandomenico Mesto (Reggina) voor Italië. - Debuut van Marko Baša, Branislav Ivanović (beiden OFK Belgrado), Oliver Kovačević (FK Železnik) en Nemanja Rnić (Partizan Belgrado) voor Servië en Montenegro. |              | |